# Melosaurus
Melosaurus es un género de anfibio temnospóndilo que vivió durante el periodo Pérmico, hace unos 245 millones de años. Sus restos fósiles se han encontrado en Rusia.